# 1998年冬季奥林匹克运动会短道速滑比赛
1998年冬季奧林匹克運動會短道速滑比賽于1998年2月17日-1998年2月21日在日本长野白环舉行，該屆比賽共設6個小項，共有來自18個代表團的94名選手參加。

## 奖牌榜
*   主办国家/地区（日本）
| 排名                | 代表团              | 金牌 | 銀牌 | 銅牌 | 总计 |
| ------------------- | ------------------- | ---- | ---- | ---- | ---- |
| 1                   | 韩国（KOR）         | 3    | 1    | 2    | 6    |
| 2                   | 加拿大（CAN）       | 2    | 0    | 2    | 4    |
| 3                   | 日本（JPN）*        | 1    | 0    | 1    | 2    |
| 4                   | 中国（CHN）         | 0    | 5    | 1    | 6    |
| 总计（共4个代表团） | 总计（共4个代表团） | 6    | 6    | 6    | 18   |

## 奖牌得主

### 男子
| 項目                | 金牌                                                                          | 金牌     | 银牌                                            | 银牌     | 铜牌                                        | 铜牌     |
| 500米 （詳細）      | 西谷岳文 · 日本（JPN）                                                        | 42.862   | 安玉龙 · 中国（CHN）                            | 43.022   | 植松仁 · 日本（JPN）                        | 43.713   |
| 1000米 （詳細）     | 金東聖 · 韩国（KOR）                                                          | 1:32.375 | 李佳军 · 中国（CHN）                            | 1:32.428 | 埃里克·贝达尔 · 加拿大（CAN）               | 1:32.661 |
| 5000米接力 （詳細） | 加拿大（CAN） · 埃里克·贝达尔 · 德里克·坎贝尔 · 弗朗索瓦·德罗莱 · 马克·加尼翁 | 7:06.075 | 韩国（KOR） · 蔡智薰 · 李浚焕 · 李浩应 · 金东圣 | 7:06.776 | 中国（CHN） · 李佳军 · 冯凯 · 袁野 · 安玉龙 | 7:11.559 |

### 女子
| 項目                | 金牌                                            | 金牌     | 银牌                                        | 银牌     | 铜牌                                                                          | 铜牌     |
| 500米 （詳細）      | 安妮·佩罗 · 加拿大（CAN）                       | 46.568   | 杨阳 · 中国（CHN）                          | 46.627   | 全利卿 · 韩国（KOR）                                                          | 46.335   |
| 1000米 （詳細）     | 全利卿 · 韩国（KOR）                            | 1:42.776 | 杨阳 · 中国（CHN）                          | 1:43.343 | 元蕙敬 · 韩国（KOR）                                                          | 1:43.361 |
| 3000米接力 （詳細） | 韩国（KOR） · 全利卿 · 元蕙敬 · 安尚美 · 金润美 | 4:16.260 | 中国（CHN） · 楊揚 · 杨阳 · 王春露 · 孙丹丹 | 4:16.383 | 加拿大（CAN） · 克里斯蒂娜·布德里亚 · 伊莎贝尔·沙雷 · 安妮·佩罗 · 塔尼娅·维桑 | 4:21.205 |